# Barış Demirci
Barış Demirci (* 13. Februar 1986) ist ein türkischer Skispringer. Er hielt den türkischen Rekord mit 123 Metern.
Demirci begann als einer der ersten Skispringer in der Türkei auf internationalem Niveau. So gab er am 7. Oktober 2006 sein Debüt im FIS Cup. Dabei erreichte er beim Springen in Einsiedeln den 27. Platz. Am 10. März 2007 wurde er erstmals für ein Springen im Skisprung-Continental-Cup nominiert und sprang in beiden Springen in Vikersund auf den 52. Platz. Im September 2007 sprang er mit nur mittelmäßigem Erfolg vier Springen im FIS Cup. In Oberwiesenthal und Falun konnte er jedoch keine vorderen Plätze erreichen. Sein bester Platz war der 27. in Falun. Bei zwei Continental-Cup-Springen in Villach kurze Zeit später verpasste er ebenso die Punkteränge und landete jeweils nur auf Platz 59. Trotz dieser für internationale Springen eher schwachen Ergebnisse gilt Demirci als Vorreiter in seinem Land. Am Ende des Sommers 2007 beendete er jedoch überraschend seine Karriere.
Demirci lebt und trainiert im französischen Courchevel.